# Glidewell
Glidewell è la piattaforma workstation lanciata da Intel a maggio 2006, basata sullo Xeon DP (per sistemi biprocessore) Dempsey e il chipset ottimizzato per le architetture dual core, Greencreek. Si tratta della piattaforma che è succeduta a Lindenhurst, la prima che ha supportato uno Xeon DP dual core, Paxville DP.
Per i sistemi server, esiste una versione potenziata di Glidewell, chiamata Bensley che è basata sul chipset Blackford.

## Caratteristiche tecniche

### 2 BUS distinti
La maggiore innovazione introdotta con la piattaforma Glidewell, e che la rende specificatamente ottimizzata per l'uso con processori dual core, è il supporto al Dual Independent Bus. Attraverso questa tecnologia, non esiste più un unico bus di sistema che deve essere condiviso da entrambi i processori di un sistema a 2 socket (Glidewell ha introdotto tra l'altro l'uso del nuovo Socket 771) ma vengono resi disponibili 2 BUS distinti (uno per ciascuna CPU dual core) per collegarsi al chipset (Greencreek e Blackford) da ben 1066 MHz ciascuno (nei modelli di punta), evitando così la saturazione della banda passante che diventa di 17 GB/s, contro i 6,4 GB/s forniti dall'unico BUS a 800 MHz della piattaforma Lindenhurst.
Il Dual Independent BUS è stato introdotto da Intel come tecnologia-ponte tra l'approccio tradizionale ad un unico BUS e il futuro BUS seriale Common System Interconnect che arriverà a fine 2008, al posto dell'attuale di tipo parallelo, con la nuova architettura Nehalem. Un unico BUS infatti è già un "collo di bottiglia" nei tradizionali sistemi biprocessore basati su CPU single core; in sistemi basati su CPU dual core, dove si hanno quindi 4 core fisici (e in presenza di tecnologia Hyper-Threading, ben 8 core logici), la saturazione di questo "canale" per i dati sarebbe quasi inevitabile e la soluzione a BUS distinti rappresenta un buon compromesso tra prestazioni e difficoltà di sviluppo e integrazione.

### Altre caratteristiche
Tra le altre novità introdotte, vi è l'adozione della nuova memoria RAM di tipo FB-DIMM in configurazione quad channel. Grazie alla presenza di 4 canali di collegamento indipendenti rispetto ai 2 adottati precedentemente con memoria DDR2-400, si è ottenuto un incremento della banda passante della memoria dai 6,4 GB/s fino ai 17 GB/s. Ma l'uso della memoria FB-DIMM, sebbene più costosa della tradizionale DDR2, ha portato con sé anche un altro vantaggio: il limite massimo della memoria supportata dalle motherboard compatibili con la piattaforma Glidewell, è raddoppiato passando da 16 GB a 32 GB (in Bensley il limite è 64 GB).
Oltre alla dimensione massima della RAM, Glidewell si distingue da Bensley anche per un'altra caratteristica, ovvero la presenza di 1 slot PCI Express x16 (Bensley supporta invece 3 slot PCI Express x8).
Glidewell supporta inoltre le tecnologie Intel Active Monitoring Technology e I/O Accelerator Technology oltre alla tecnologia di virtualizzazione Vanderpool.